# Масс, Джули
Джу́ли Масс-Харт (англ. Julie Masse-Hart; 3 июня 1970, Гринфилд-Парк, Квебек, Канада) — канадская певица и актриса.

## Биография
Джули Масс родилась 3 июня 1970 года в Гринфилд-Парк (провинция Квебек, Канада).
В 1993—1995 года Джули была замужем за кинооператором Силвэном Бро (род.1958).
С 1 июня 2000 года Джули замужем во второй раз за музыкантом Кори Хартом (род.1962), с которым она встречалась 6 лет до их свадьбы. У супругов есть четверо детей, трое дочерей и сын — Индия Харт (род.08.07.1995), Данте Харт (род.23.12.1997), Ривер Харт (род.18.11.1999) и Рейн Харт (род.19.01.2004).

## Карьера
Джули начала свою музыкальную карьеру в 1990 году и к 1996 году записала 4 студийных альбома:
- 1990: Julie Masse (Double Platinum)
- 1992: À Contre Jour (Platinum)
- 1994: Circle of One (Gold)
- 1996: Compilation

В 1991 году Джули появилась в эпизоде «Bye Bye 1991» ежегодного новогоднего шоу «Пока-пока».